# Scream Queens (serie de televisión)
Scream Queens es una serie de televisión satírica de slasher y humor negro estadounidense, producida por Fox. Fue creada por Ryan Murphy, Brad Falchuk e Ian Brennan, y estrenada el 22 de septiembre de 2015 en Estados Unidos y el 23 de septiembre de 2015 en Latinoamérica. Se basa en la fraternidad de mujeres Kappa Kappa Tau (KKT), donde se ven obligadas a aceptar a cualquiera que quiera formar parte de su hermandad al mismo tiempo que empiezan a ocurrir una serie de asesinatos en el campus relacionados con un crimen perpetrado veinte años atrás dentro de la fraternidad.
El 15 de enero de 2016, Fox renovó la serie para una segunda temporada, que se estrenó el 20 de septiembre de 2016 en Estados Unidos y el 21 de septiembre de 2016 en Latinoamérica. Emma Roberts, Abigail Breslin, Billie Lourd, Lea Michele, Jamie Lee Curtis, Niecy Nash, Glen Powell, Keke Palmer y Oliver Hudson retomaron sus roles en la temporada, que estuvo ambientada en un hospital. Taylor Lautner, John Stamos, Kirstie Alley y James Earl se unieron a la serie.
El 15 de mayo de 2017, FOX anunció la cancelación de la serie.
El 3 de febrero de 2019, Ryan Murphy anunció en Instagram que está en charlas con Roberts, Michele y Lourd para realizar una posible siguiente temporada, reinicio o una película de Scream Queens.
El 5 de mayo de 2020, Ryan Murphy confirmó en redes sociales que se encontraba trabajando en la tercera temporada de la serie, cuando un usuario le preguntó acerca del futuro de la misma.

## Sinopsis

### Primera temporada
La historia se centra en la hermandad estudiantil «Kappa Kappa Tau» (KKT) de la Universidad Wallace, que en 1995 es testigo de un misterioso evento donde una chica muere tras dar a luz durante una fiesta en la casa de la fraternidad. Veinte años después la fraternidad liderada por un grupo de chicas denominadas las Chanels, presidido por Chanel Oberlin (Emma Roberts), quien tiene una enemistad con la decana de la universidad Cathy Munsch (Jamie Lee Curtis), es blanco de varios ataques de un asesino en serie disfrazado como la mascota de la universidad, El diablo rojo, este hecho reaviva el misterio de la muerte de 1995, por otra parte, al momento de estar aterrorizando al campus estudiantil, se viene una ola de sucesos inexplicables que pondrán nuestros amigos en verdaderos aprietos.

### Segunda temporada
Un año después de los eventos ocurridos en la primera temporada. La decana Munsch abandona su trabajo como decana de la universidad Wallace y compra un viejo hospital al que renombra como 'Instituto C.U.R.E'  (denominado al español «C.U.R.A.»), donde se especializan en estudiar los casos médicos más fascinantes y extraños bajo el lema de 'Instituto Cure, donde curamos lo incurable'. Tras ser demostrada la inocencia de las Chanels, ellas han sido puestas en libertad, pero tras ser desheredadas y abandonadas por sus familias, han decidido convertirse en practicantes de medicina del hospital C.U.R.E. con el fin de llegar a ser doctoras. Pero más adelante descubrirán que el hospital atrae a un nuevo asesino que desencadenará una nueva ola de homicidios, los cuales podrían estar relacionados con la muerte de un paciente 30 años atrás.

## Reparto
- Emma Roberts como Chanel Oberlin
- Skyler Samuels como Grace Gardner (temporada 1)
- Lea Michele como Hester Ulrich
- Glen Powell como Chad Radwell (temporada 1; recurrente temporada 2)
- Diego Boneta como Pete Martínez (temporada 1)
- Abigail Breslin como Chanel #5/Libby Putney
- Keke Palmer como Zayday Williams
- Oliver Hudson como Wes Gardner (temporada 1; invitado temporada 2)
- Nasim Pedrad como Gigi Caldwell (temporada 1)
- Billie Lourd como Chanel #3/Sadie Swenson
- Lucien Laviscount como Earl Grey (temporada 1)
- Jamie Lee Curtis como la decana Cathy Munsch
- Kirstie Alley como Ingrid Hoffel (temporada 2)
- Taylor Lautner como el doctor Cassidy Cascade (temporada 2)
- James Earl III como Chamberlain Jackson (temporada 2)
- John Stamos como el doctor Brock Holt (temporada 2)

## Episodios
| Temporada | Temporada | Episodios | Episodios | Emisión original         | Emisión original        |
| Temporada | Temporada | Episodios | Episodios | Primera emisión          | Última emisión          |
| --------- | --------- | --------- | --------- | ------------------------ | ----------------------- |
|           | 1         | 13        | 13        | 22 de septiembre de 2015 | 8 de diciembre de 2015  |
|           | 2         | 10        | 10        | 20 de septiembre de 2016 | 20 de diciembre de 2016 |

## Producción
La serie fue creada por Ryan Murphy, Brad Falchuk e Ian Brennan, quien también cocreó Glee y American Horror Story. Los productores ejecutivos de la serie son Murphy, Falchuk, Brennan, y Dante Di Loreto. La serie se estrenó el 22 de septiembre de 2015 en Estados Unidos, y un día después lo hizo en Latinoamérica. Emma Roberts y Jamie Lee Curtis fueron las primeras en ser confirmadas para la serie, siendo las protagonistas de la misma. La grabación de la serie comenzó el 12 de marzo de 2015 con locaciones en Nueva Orleans, Luisiana.

## Emisión
El estreno mundial de la serie fue en el Comic-Con 2015 llevado a cabo en el mes julio. En agosto, se realizaron proyecciones gratuitas del piloto junto con otros dos nuevos pilotos, esto lo realizó la cadena Fox en ciudades selectas alrededor del mundo. En los Estados Unidos, se estrenó en la cadena Fox el 22 de septiembre de 2015. En Canadá, Scream Queens se transmitió en simultáneo con los Estados Unidos. El 26 de octubre de 2015, la serie se estrenó en la cadena televisiva E4 en Reino Unido e Irlanda. En Australia, la serie hizo su debut en la cadena televisiva Ten el 23 de septiembre de 2015, antes de pasar a su canal hermano Eleven, transmitiéndo el episodio dos el mismo día.

## Índice de audiencia
| Temporada | Hora de transmisión (ET)           | # Ep. | Inicio                   | Inicio                                | Finalización           | Finalización                        | Espectadores (en millones) |
| Temporada | Hora de transmisión (ET)           | # Ep. | Fecha                    | Espectadores en estreno (en millones) | Fecha                  | Espectadores en final (en millones) | Espectadores (en millones) |
| --------- | ---------------------------------- | ----- | ------------------------ | ------------------------------------- | ---------------------- | ----------------------------------- | -------------------------- |
| 1         | Martes 9:00 p. m. (Estados Unidos) | 13    | 22 de septiembre de 2015 | 4.04                                  | 8 de diciembre de 2015 | 2.53                                | 4.72                       |
| 2         | Martes 9:00 p. m. (Estados Unidos) | 10    | 20 de septiembre de 2016 | 2.17                                  | 21 de diciembre        | 1.37                                | 2.28                       |

## Premios y nominaciones
| Año  | Premio                                       | Categoría                                                        | Receptores y nominados                              | Resultado |
| ---- | -------------------------------------------- | ---------------------------------------------------------------- | --------------------------------------------------- | --------- |
| 2015 | Critics' Choice Awards                       | Serie nueva más excitante                                        | Scream Queens                                       | Ganadora  |
| 2016 | Dorian Awards                                | Programa de televisión cursi del año                             | Scream Queens                                       | Nominada  |
| 2016 | People's Choice Awards                       | Nueva comedia de televisión favorita                             | Scream Queens                                       | Ganador   |
| 2016 | People's Choice Awards                       | Actriz favorita en nueva serie de televisión                     | Emma Roberts                                        | Nominada  |
| 2016 | People's Choice Awards                       | Actriz favorita en nueva serie de televisión                     | Lea Michele                                         | Nominada  |
| 2016 | People's Choice Awards                       | Actriz favorita en nueva serie de televisión                     | Jamie Lee Curtis                                    | Nominada  |
| 2016 | Golden Globe Awards                          | Mejor actriz - Serie de televisión comedia o musical             | Jamie Lee Curtis                                    | Nominada  |
| 2016 | Satellite Awards                             | Mejor actriz - Serie de televisión comedia o musical             | Jamie Lee Curtis                                    | Nominada  |
| 2016 | Fangoria Chainsaw Awards                     | Mejor actriz secundaria de televisión                            | Jamie Lee Curtis                                    | Nominada  |
| 2016 | Make-Up Artists & Hair Stylists Guild Awards | TV Mini-Series (MOW) – Mejor maquillaje contemporáneo            | Eryn Krueger Mekash, Kelley Mitchell, Melissa Buell | Ganadoras |
| 2016 | Teen Choice Awards                           | Show de Comedia                                                  | Scream Queens                                       | Nominada  |
| 2016 | Teen Choice Awards                           | Actriz de Comedia                                                | Emma Roberts                                        | Nominada  |
| 2016 | Teen Choice Awards                           | Actriz de Comedia                                                | Lea Michele                                         | Nominada  |
| 2016 | Teen Choice Awards                           | Villano                                                          | Lea Michele                                         | Nominada  |
| 2017 | Make-Up Artists & Hair Stylists Guild Awards | Televisión and New Media Series - Best Contemporary Hair Styling | Crystal Cook, Anna Quinn, Ai Nakata                 | Nominadas |
| 2017 | Teen Choice Awards                           | Choice TV Actress: Comedia                                       | Emma Roberts                                        | Nominada  |
| 2017 | Teen Choice Awards                           | Choice Scene Stealer                                             | Taylor Lautner                                      | Nominado  |